# Petitefontaine
Petitefontaine (deutsch früher Kleinbrunnen) ist eine französische Gemeinde im Département Territoire de Belfort in der Region Bourgogne-Franche-Comté.

## Geographie
Petitefontaine liegt auf 386 m Meereshöhe, etwa 15 Kilometer nordöstlich der Stadt Belfort (Luftlinie). Das ehemalige Straßenzeilendorf erstreckt sich im Norden der Burgundischen Pforte, auf dem Plateau im Vorland der Vogesen, in der breiten Talmulde beidseits des Ruisseau de Saint-Nicolas.
Die Fläche des 3,13 km² großen Gemeindegebiets umfasst einen Abschnitt der nur schwach reliefierten Landschaft im Bereich der Burgundischen Pforte (Trouée de Belfort). Der zentrale Teil des Gebietes wird in Nordwest-Südost-Richtung von der Talebene des Ruisseau de Saint-Nicolas durchquert, die eine Breite von ungefähr einem Kilometer aufweist. Der Bach entwässert das Gebiet über die Bourbeuse zur Allaine. Die Ebene im Vogesenvorland liegt auf durchschnittlich 400 m. Sie ist überwiegend mit Acker- und Wiesland bedeckt, zeigt aber auch einige größere Waldflächen. Nach Osten erstreckt sich das Gemeindeareal bis an den Rand des Herrenwaldes. Mit 412 m wird hier die höchste Erhebung von Petitefontaine erreicht. Diese Anhöhe bildet die Wasserscheide zwischen den Einzugsgebieten von Rhone (im Westen) und Rhein (im Osten).
Nachbargemeinden von Petitefontaine sind Leval im Norden, Mortzwiller im Osten, Lachapelle-sous-Rougemont und Felon im Süden sowie Romagny-sous-Rougemont im Westen.

## Geschichte
Erstmals urkundlich erwähnt wird Petitefontaine im Jahr 1347. Es gehörte zur Herrschaft Rougemont-le-Château. Mitte des 14. Jahrhunderts gelangte Petitefontaine unter die Oberhoheit der Habsburger. Zusammen mit dem Sundgau kam das Dorf mit dem Westfälischen Frieden 1648 an die französische Krone. Seit 1793 gehörte es zum Département Haut-Rhin, verblieb jedoch 1871 als Teil des Territoire de Belfort im Gegensatz zum restlichen Elsass bei Frankreich und wechselte damals vom Kanton Masevaux in den Kanton Rougemont-le-Château. Heute ist Petitefontaine mit 13 anderen Gemeinden zum Gemeindeverband Communauté de communes du Pays Sous Vosgien zusammengeschlossen.

## Bevölkerung
| Bevölkerungsentwicklung | Bevölkerungsentwicklung |
| Jahr                    | Einwohner               |
| ----------------------- | ----------------------- |
| 1962                    | 111                     |
| 1968                    | 114                     |
| 1975                    | 120                     |
| 1982                    | 142                     |
| 1990                    | 158                     |
| 1999                    | 173                     |
| 2007                    | 197                     |
| 2017                    | 190                     |

Mit 192 Einwohnern (1. Januar 2022) gehört Lachapelle-sous-Rougemont zu den kleinen Gemeinden des Départements Territoire de Belfort. Nachdem die Einwohnerzahl in der ersten Hälfte des 20. Jahrhunderts abgenommen hatte (1906 wurden noch 160 Personen gezählt), wurde in den letzten Jahren wieder ein kontinuierliches Bevölkerungswachstum verzeichnet.

## Wirtschaft und Infrastruktur
Petitefontaine war bis weit ins 20. Jahrhundert hinein ein vorwiegend durch die Landwirtschaft (Ackerbau, Obstbau und Viehzucht) und die Forstwirtschaft geprägtes Dorf. Daneben gibt es heute einige Betriebe des lokalen Kleingewerbes. Mittlerweile hat sich das Dorf zu einer Wohngemeinde gewandelt. Viele Erwerbstätige sind auch Wegpendler, die in den Agglomerationen Belfort und Mülhausen ihrer Arbeit nachgehen.
Die Ortschaft liegt abseits der größeren Durchgangsstraßen an einer Departementsstraße, die von Lachapelle-sous-Rougemont nach Rougemont-le-Château führt. Der nächste Anschluss an die Autoroute A 36 befindet sich in einer Entfernung von ungefähr acht Kilometern. Weitere Straßenverbindungen bestehen mit Felon und Lauw.